# Sit de Tumbes
El sit de Tumbes (Rhynchospiza stolzmanni) és un ocell de la família dels passerèl·lids (Passerellidae).

## Descripció
El sit de Tumbes és un ocells mida mitjana d'uns 14,5 cm de llarg. El bec és ample i cònic, amb la mandíbula superior de color negre i la inferior més clara. Al cap té una capçada grisa amb una franja lateral de color castany que continua fins al clatell, una llista superciliar blanca i una franja ocular marró. Les parts superiors són de color marró grisenc, ombrejades amb color brillant i vetats de negre. Les ales són de color marró negre amb vores pàl·lides a les plomes. Les cobertores alars majors i mitjanes són de color negre amb vores castanyes i puntes pàl·lides, i les cobertes menors són castanyes, donant lloc a una barra força fosca a les ales. L'angle de l'ala és groc pàl·lid. La cua és de color marró negre amb vores pàl·lides a les plomes. La gola és blanca i les parts inferiors són de color blanc grisenc. Té una franja fosca a la base del bec que recorda un bigoti. El cant es pot escoltar principalment a l'època de cria i consisteix en una nota metàl·lica clara i repetida, repetida fins a cinc vegades "txiu-txiu-txiu-txiu-txiu" intercalant alguns trinats.

## Distribució
És endèmic de la regió de Tumbes d'Amèrica del Sud. S'estén des de la regió de La Libertad al nord-oest del Perú fins a la província de Loja al sud-oest de l'Equador. El rang altitudinal és d'uns 1.400 m.

## Hàbitat
L'hàbitat típic és el matoll sec, bosc sec obert i semidesèrtic amb cactus i arbustos.

## Ecologia
L'espècie sol presentar-se sola o en parelles. S'alimenta de llavors i insectes i generalment ho fa a terra. El niu és una estructura en forma de copa feta d'herbes i folrada amb material fi en una posició oculta entre les herbes a terra. La cria coincideix amb l'època de pluges i té lloc de gener a maig.

## Etimologia
Rhynchospiza prové del grec antic «rhunkhos» que significa “bec” i «spiza» “pinsà”. A més, «spizo» vol dir “grinyolar”. stolzmanni és en honor a Jan Sztolcman (1854-1928) zoòleg polonès, col·leccionista a Amèrica tropical entre 1875 i 1883.